# Ziria Tibalwa Waako
Ziria Tibalwa Waako là một kỹ sư điện và người điều hành doanh nghiệp người Uganda, bà đảm nhận vị trí  Giám đốc điều hành của Cơ quan Điều tiết điện lực, kể từ tháng 11 năm 2016. Bà thay thế Benon Mutambi, người được bổ nhiệm làm Thư ký thường trực của Bộ Nội vụ Uganda. Trong bốn tháng đầu tiên, từ tháng 11 năm 2016 đến tháng 3 năm 2017, bà đã phục vụ với chức danh quyền giám đốc, cho đến khi được xác nhận giám đốc vào ngày 27 tháng 3 năm 2017.

## Bối cảnh và giáo dục
Bà tốt nghiệp Cử nhân Khoa học và Thạc sĩ Khoa học, cả hai đều về kỹ thuật điện, và cả hai đều từ Đại học Makerere, trong Kampala, thủ đô Uganda và thành phố lớn nhất của nước này. Bà cũng có bằng Thạc sĩ Quản trị Kinh doanh về Lãnh đạo, được trao tặng bởi Đại học Walden, tại thành phố Minneapolis, bang Minnesota, Hoa Kỳ.

## Nghề nghiệp
Sự nghiệp của Tibalwa Waako kéo dài trong hơn 23 năm. Tất cả cuộc đời làm việc trưởng thành của bà đã được dành cho ngành điện của Uganda. Bà đã từng làm việc với Ủy ban Điện lực (UEB) hiện không còn tồn tại. Khi UEB bị giải thể vào năm 2001, bà chuyển sang Công ty TNHH Truyền tải điện (UETCL). Năm 2012 được bổ nhiệm làm Giám đốc quy định kỹ thuật tại Cơ quan quản lý điện, bà giữ chức đó cho đến khi bà được thăng chức CEO tại cơ quan quản lý.
Với vai trò là giám đốc điều hành kỹ thuật tại ERA, bà là người thúc đẩy mạnh mẽ việc sử dụng bóng đèn tiết kiệm năng lượng để tiết kiệm điện năng tiêu thụ. Theo khuyến nghị của bà, chính phủ Uganda đã chi 4,1 triệu đô la Mỹ để mua bóng đèn LED được phân phối cho các khách hàng kết nối lưới điện, từ tháng 10 năm 2014 đến tháng 4 năm 2016. Điều này đã tiết kiệm được khoảng 30 mêgawatt (40.000 hp).